# Abrahán Llontop
Abrahán Gonzalo Llontop Vares (ur. 4 stycznia 1991) – peruwiański zapaśnik walczący w stylu wolnym. Mistrz Ameryki Południowej w 2014, 2015 i 2017, trzeci w 2013 i 2016. Brązowy medal na igrzyskach boliwaryjskich w 2013 roku.